# 比西巴格乡
比西巴格乡，是中华人民共和国新疆维吾尔自治区阿克苏地区库车市下辖的一个乡镇级行政单位。

## 行政区划
比西巴格乡下辖以下地区：
其尼巴格村、依格孜胡木村、牛场村、硕克里村、哈尼哈村、柯柯提坎村、吾斯塘博依村、博斯塘一村、博斯塘二村、比西巴克村、库扣什一村、库扣什二村、格代库里村和艾里苏甫村。